# Ngaut Ngaut Conservation Park
Ngaut Ngaut Conservation Park är en park i Australien. Den ligger i delstaten South Australia, omkring 96 kilometer öster om delstatshuvudstaden Adelaide.
Trakten runt Ngaut Ngaut Conservation Park är nära nog obefolkad, med mindre än två invånare per kvadratkilometer.. Närmaste större samhälle är Swan Reach, omkring 14 kilometer norr om Ngaut Ngaut Conservation Park. 
Trakten runt Ngaut Ngaut Conservation Park består till största delen av jordbruksmark. Genomsnittlig årsnederbörd är 363 millimeter. Den regnigaste månaden är februari, med i genomsnitt 59 mm nederbörd, och den torraste är december, med 8 mm nederbörd.